# Akan
|  | No s'ha de confondre amb àkan. |

Akan és un town al Comtat de Richland (Wisconsin) amb 444 habitants segons el cens del 2000. Les comunitats no incorporades de Five Points i Jimtown es troben al town. Akan fou batejada amb el nom del constructor de carreteres Robert Akan, que va ajudar a construir una carretera fins a Rockbridge.

## Geografia
Segons l'Oficina del Cens  el town té una superfície de 93,6 km² (36,1 milles quadrades ), totes de terra ferma.
Al cens del 2000 al town hi havia 444 persones, 158 habitatges i 125 famílies, resultant-ne una densitat de 4,7 habitants/ km² (12,3 habitants per milla quadrada). Hi havia 211 habitatges amb una densitat mitjana de 2,3 habitants / km² (5,8 habitants per milla quadrada). El perfil racial de el town era d'un 99,10% de blancs i 0,90% d'altres races. Els hispans o llatins de qualsevol raça representaven el 0,90% de la població.
Hi havia 158 llars, de les quals al 31,0% hi vivien menors de 18 anys, el 65,8% eren parelles casades vivint plegades, el 10,8% tenien una dona cap de família sense marit present i el 20,3% no eren famílies. El 18,4% de totes les llars estaven formades per una sola persona, i el 7,0% era ocupat per una sola persona de 65 anys o més. La mida mitjana de les llars era de 2,73 persones augmentant a 3,08 en el cas d'habitatges ocupats per famílies.
La distribució per edats era del 27,3% de menors de 18 anys, del 6,3% de 18 a 24 anys, del 24,8% de 25 a 44 anys, del 25,9% de 45 a 64 anys i del 15,8% majors de 65 anys. L'edat mediana era de 40 anys. Per cada 100 dones, hi havia 104,6 homes. Per cada 100 dones de 18 anys o més, hi havia 112,5 homes.
La renda mediana per llar era de 39.583 dòlars i la renda familiar mediana era de 42.000 dòlars. Els homes tenien una renda mediana de 26.607 dòlars enfront dels 20.455 dòlars de les dones. La renda per capita de el town era de 15.257 dòlars. Aproximadament el 4,9% de les famílies i el 10,8% de la població estaven per sota del llindar de pobresa, entre aquests el 7,7% dels menors de 18 anys i el 13,5% dels majors de 65 anys.